# Ted McGinley
Theodore Martin McGinley (Newport Beach, 30 de maio de 1958) é um famoso ator norte americano. Seu primeiro trabalho foi em O Barco do Amor, nos anos 70, mas o sucesso veio como o segundo marido de Marcy Darcy na série Married... with Children.

## Carreira
McGinley começou sua carreira como modelo. Depois que um diretor de elenco viu uma foto dele na Revista QG, ele foi lançado na série de comédia Happy Days como Roger Phillips (sobrinho dos Cunninghams), um papel que desempenhou 1980-1984. Durante Happy Days, ele conseguiu um papel na comédia de 1982 Young Doctors in Love. Em 2024, ele interpretou John Baxter na série A Família Baxter.   